# 2-ри награди на БАФТА
2-рите награди на БАФТА (на английски: 2nd British Academy Film Awards) са раздадени на 29 май 1949 г. в кино Одеон, Лестър Скуеър, Лондон, известени със задна дата като филмовите награди на Британската академия. Бяха раздадени от Британската академия за филмово и телевизионно изкуство (БАФТА) (известна тогава като Британската филмова академия) на 29 май 1949 г.  и отличива най-добрите филми от 1948 г. Три нови награди бяха раздадени: за най-добър документален филм, специална награда за филм и наградата на ООН за „най-добър филм, въплъщаващ един или повече от принципите на Хартата на ООН“.  Британските филми „Падналият идол“ и „Хамлет“ получават наградите съответно за най-добър британски филм и най-добър филм от всякакъв източник – британски или чуждестранен.

## Награди по категория
| Британски филм                                                                                                  | Най-добър филм от всеки източник |
| --- | --- |
| - Падналият идол - Оливър Туист - Once a Jolly Swagman - Червените обувки - Скот от Антарктика - Малкият глас   | - Хамлет - Кръстосан огън - Четири стъпки в облаците - Мосю Венсан - Голият град - Пайза                                                                             |
| Документален филм                                                                                               | Специална награда за филм |
| - Луизианска история - Фаребик - Всички ли слушат? - Сянката на Рур - Тези проклети деца - Три изгрева до Сидни | - Атомна физика - Мечка, която има паунова опашка - Концертът на котката - Разделен свят - Погребението на Ганди - Абстрактна макара - Рубенс - Сънят на вашите деца |

## Награда на ООН
Награждава се за най-добър филм, въплъщаващ един или повече от принципите на Хартата на ООН.
- Атомна физика
- Гладни умове
- Момчето Уинслоу